# Cappella Suardi

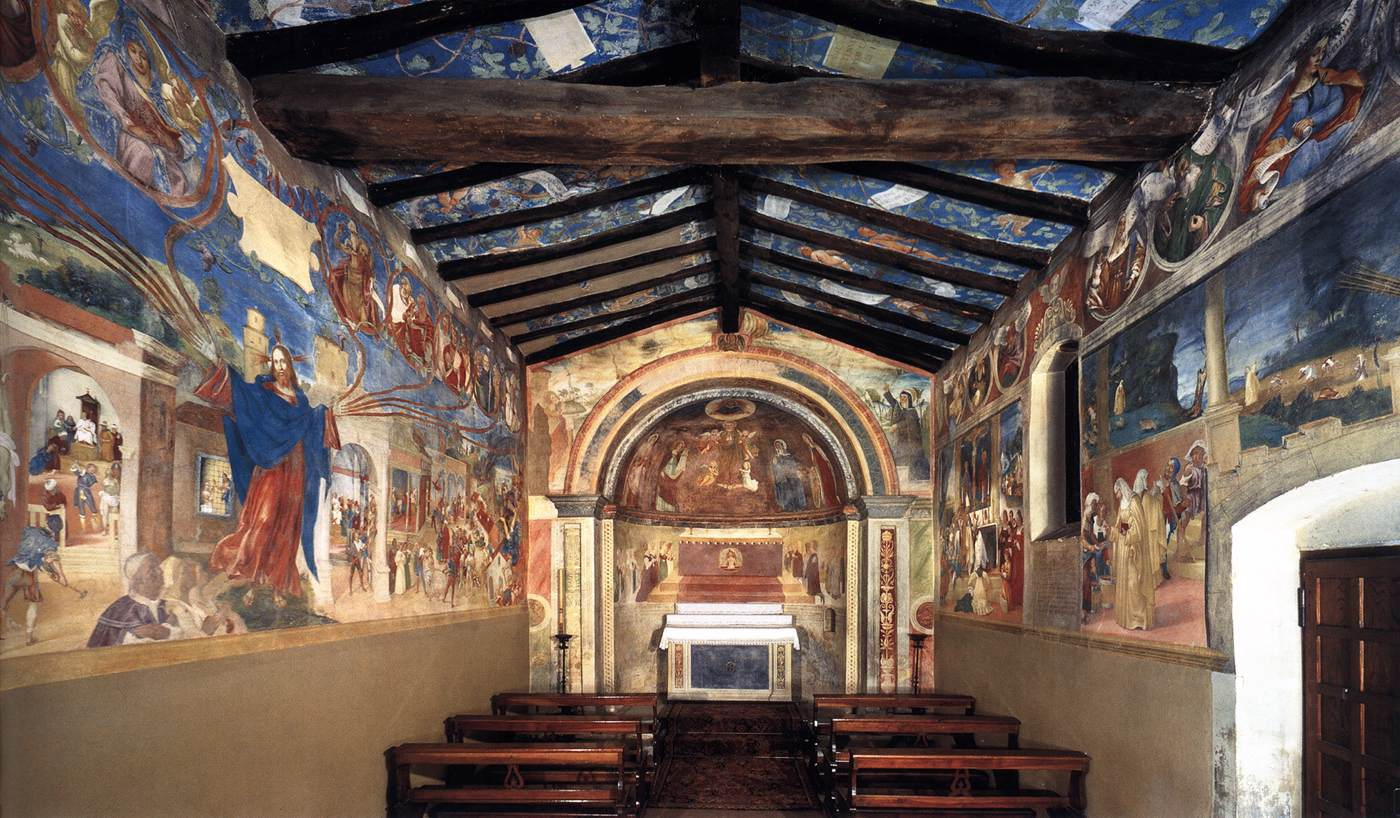
Zicht richting apsis

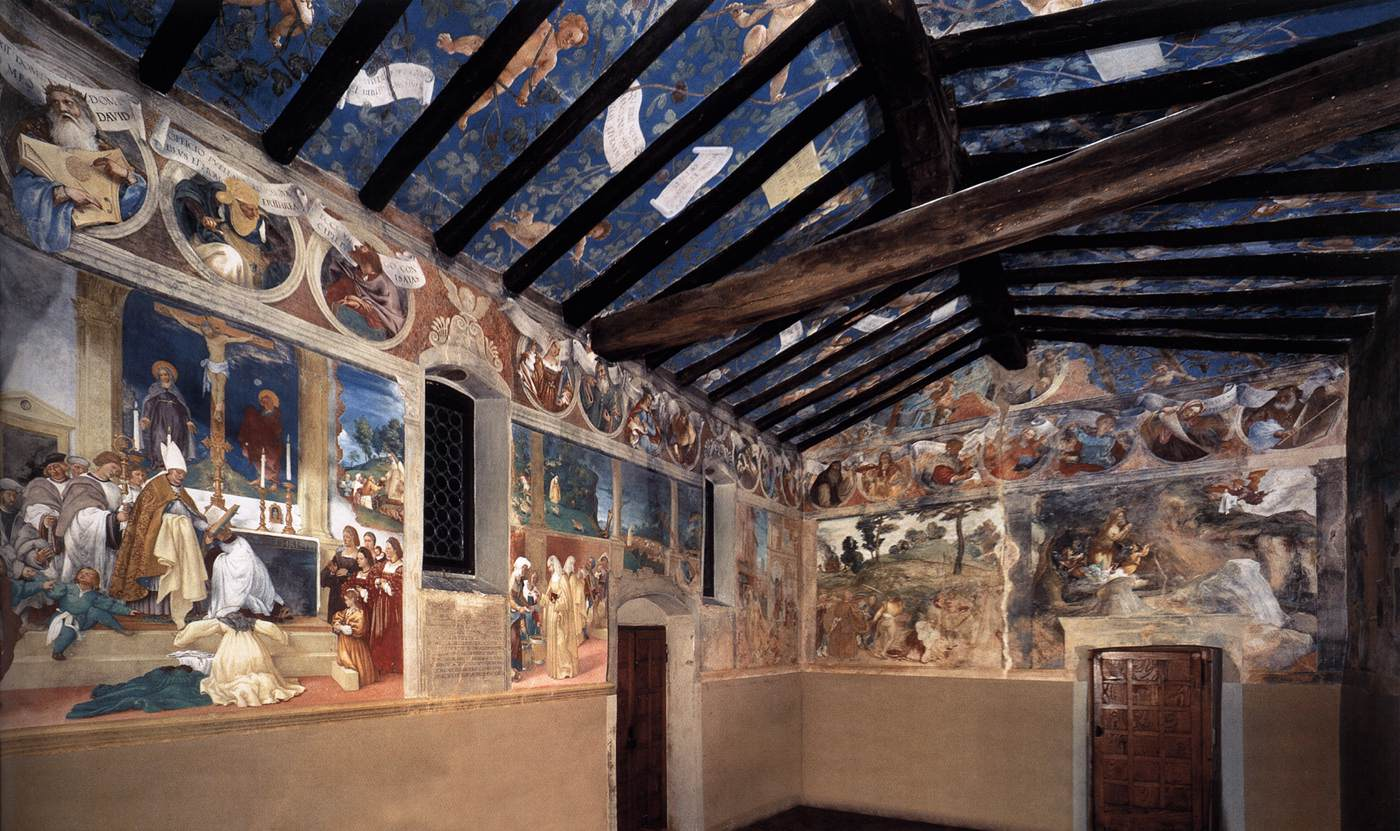
Zicht richting toegangsdeur

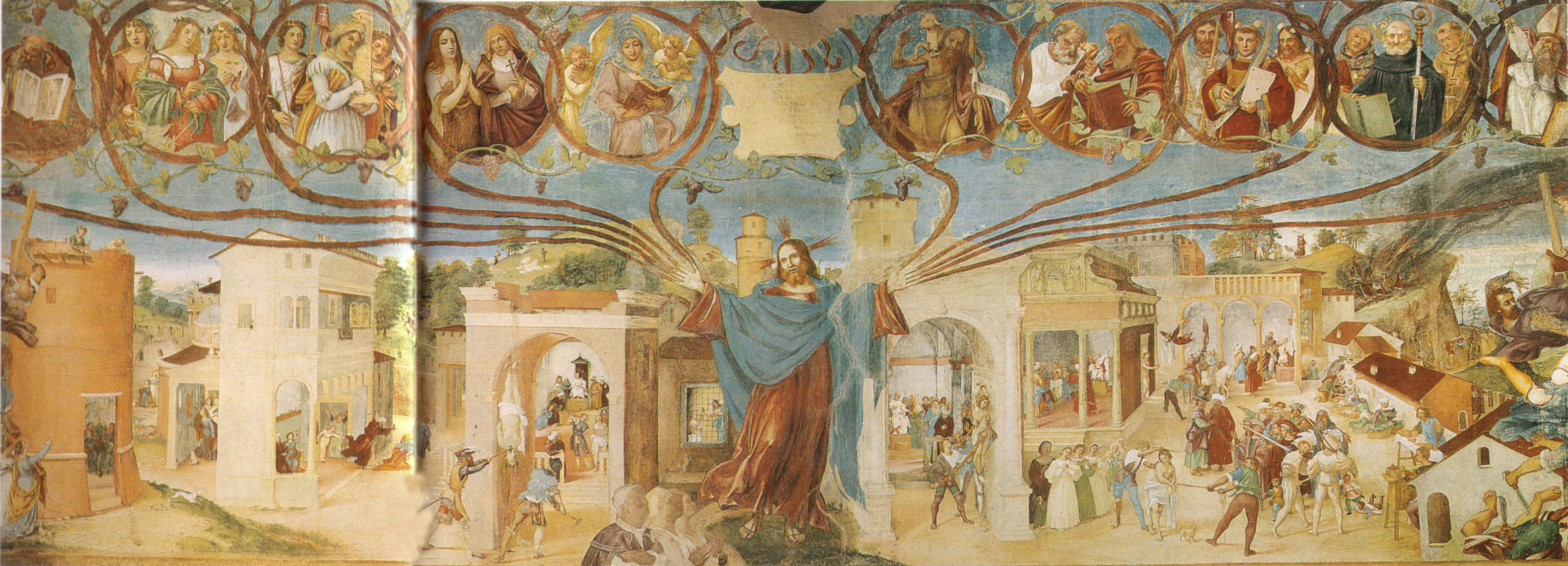
Zuidelijke muur

De Cappella Suardi of het Oratorio di Villa Suardi is een oratorium van de adellijke familie Suardi uit Bergamo, gelegen in Trescore Balneario in Italië. De kapel, gewijd aan de heiligen Barbara en Brigida, werd in 1524 versierd met fresco's door Lorenzo Lotto. 

## Geschiedenis
Giovan Battista en Maffeo Suardi, twee neven van de familie Suardi, lieten de kapel bouwen in 1501-1502 op een landgoed gelegen aan de weg tussen Bergamo en het Iseomeer. 
De architectuur is eenvoudig, met een rechthoekige structuur en zichtbare houten dakbalken. Het is een georiënteerd gebedshuis met toegangsdeur naar het westen en een kleine halfronde apsis naar het oosten. Een onbekende lokale schilder heeft de apsismuur beschilderd met fresco's. Rond 1523 ontving Lotto de opdracht voor de decoratie van de andere drie muren en het plafond. In de zomer van 1524 vestigde hij zich in Trescore met zijn leerling Francesco Bonetti om de frescocyclus aan te brengen. Het is zijn voornaamste intact bewaarde werk en een fraai voorbeeld van Italiaanse renaissance. 
In de 19e eeuw liet graaf Gianforte Suardi de kapel verbinden met de villa via een overdekte doorgang. Een reconstructie in 1883-1885 isoleerde de muren om vochtschade aan de muurschilderingen tegen te gaan. In de zuidmuur werd een deur geplaatst naar een nieuwgebouwde sacristie.

## Fresco's
De apsismuur toont de Hemelvaart van Maria. Ze is vergezeld van Barbara, Brigida, Maria Magdelena en Catherina van Alexandrië. Eronder zijn Giovan Battista Suardi, zijn vrouw Orsolina en haar zus Paolina te zien in aanbidding. In de zwikken zijn de heiligen Barbara en Catherina afgebeeld terwijl ze bliksem en hagel afweren. 
Het werk van Lotto borduurde voort op deze personages. Op de noordelijke muur schilderde hij Christus als de ware wijnstok en de geschiedenis van Sint-Barbara. Dit iconografische programma is op ingenieuze wijze vervlochten en verbeeldt de thema's Verlossing en Geloof. De wijnranken en de azuurblauwe lucht lopen door over het plafond, waar putti verschijnen tussen de druiventrossen. De zuidelijke muur toont het verhaal van Sint-Brigida en rond de toegangsdeur zijn geschiedenissen van Catharina en Maria Magdalena afgebeeld.